# Barrios de Riga
Barrios de Riga son los barrios que conforman la ciudad de Riga. En 2008, la Agencia de Desarrollo del Ayuntamiento de Riga comenzó a trabajar en las nuevas regiones de Riga, de acuerdo con el nuevo plan: definición de barrios. Riga cuenta con 58 barrios.

## Barrios
- Bolderāja
- Daugavgrīva
- Dzirciems
- Iļģuciems
- Imanta
- Kleisti
- Ķīpsala
- Buļļi
- Spilve
- Voleri
- Zasulauks
- Āgenskalns
- Atgāzene
- Beberbeķi
- Bieriņi
- Bišumuiža
- Katlakalns
- Mūkupurvs
- Pleskodāle
- Salas
- Šampēteris
- Torņakalns
- Ziepniekkalns
- Zolitūde
- Čiekurkalns
- Jaunciems
- Kundziņsala
- Mangaļsala
- Mežaparks
- Mīlgrāvis
- Pētersala-Andrejsala
- Sarkandaugava
- Trīsciems
- Vecāķi
- Vecdaugava
- Vecmīlgrāvis
- Vecpilsēta
- Centrs
- Berģi
- Brasa
- Brekši
- Bukulti
- Dreiliņi
- Jugla
- Mežciems
- Purvciems
- Skanste
- Suži
- Teika
- Avoti
- Dārzciems
- Dārziņi
- Grīziņkalns
- Ķengarags
- Maskavas Forštate
- Pļavnieki
- Rumbula
- Šķirotava